# 熊谷瑞希
熊谷瑞希は、日本のアナウンサー、企業キャスター。元ケーブルステーション福岡のアナウンサー。
西南学院大学国際文化学部卒業後、ケーブルステーション福岡のアナウンサーとなる。その後、企業キャスターを務める。大学在学中にCROSS FMで学生MCを務めていた。